# Missió panda a l'Àfrica
Missió panda a l'Àfrica (títol original en neerlandès, Pandabeer in Afrika) és una pel·lícula d'animació d'aventures del 2024 dirigida per Richard Claus i Karsten Kiilerich, que van coescriure la història amb Rob Sprackling. La pel·lícula és una coproducció internacional entre Dinamarca, els Països Baixos, França, Alemanya i Estònia i segueix un cadell de panda que viatja a l'Àfrica per rescatar el seu amic drac que ha estat segrestat. La pel·lícula es va estrenar per primera vegada a Alemanya al Mercat del Cinema Europeu durant una projecció al CinemaxX de Berlín el 15 de febrer. Va arribar als cinemes de França el 7 d'agost i als Països Baixos el 16 d'octubre. S'ha doblat al català.
Una crítica a Le Figaro elogiava l'esperit alegre de la pel·lícula. Télérama la va trobar previsible. Una ressenya agredolça de Le Monde va assenyalar que tots els personatges parlaven molt.